# Котлярі (Миргородський район)
Котлярі́ —  село в Україні, у Миргородській міській громаді Миргородського району Полтавської області. Населення становить 14 осіб. Колишній орган місцевого самоврядування — Дібрівська сільська рада.

## Географія
Село Котлярі знаходиться на відстані 1 км від села Шпакове та за 2 км від села Верховина.

## Економіка
- Молочно-товарна ферма.